# Neptune (cohete)
Neptune fue el nombre dado a un diseño de 2005 para un cohete estadounidense de "etapa y media" capaz de realizar lanzamientos orbitales diseñado por Interorbital.
Habría sido lanzado desde el mar y usaría oxígeno líquido y gas natural licuado como propelentes. Podría poner en órbita pasajeros o hasta 4,5 toneladas de carga utilizando la misma tecnología de "etapa y media" que el demostrador tecnológico Sea Star, con un gran motor en un módulo de aceleración y cuatro motores vernier derivados de los motores del Sea Star en la estructura principal, capaces de generar 2500 kN de empuje en total.
La estructura del Neptune le permitiría convertirse en una pequeña estación espacial una vez en órbita: el módulo tripulado podría desacoplarse, girar 180 grados y volver a acoplarse por el frontal al cohete principal, cuyo tanque de oxígeno líquido, ya vacío, podría presurizarse y ocuparse, pudiendo usarse como hotel espacial.